# دليل فراسكاتي
دليل فراسكاتي (بالإنجليزية: Frascati Manual)‏ هو وثيقة تحدد منهجية جمع الإحصاءات من أجل البحث والتطوير. تم إعداد هذا ونشرتها منظمة التعاون والتنمية الاقتصادية.
يعطي الدليل تعريفات لـ: البحوث الأساسية والبحوث التطبيقية والبحث والتطوير. كما يعرف بموظفي البحوث: الباحثون والفنيين والموظفين المساعدين. كما ينظم حقول العلم إلى أقسام رئيسية وفرعية.

## أشكال البحث الثلاثة
يصنف دليل فراسكاتي البحوث إلى ثلاث فئات:
- البحث الأساسي هو العمل التجريبي أو النظري الذي يتم أساسا للحصول على معارف جديدة عن الظواهر والحقائق التي يمكن ملاحظتها، وليست موجهة نحو أي استخدام خاص.
- البحوث التطبيقية هو التحقيق الأصلي للحصول على معرفة جديدة موجهة أساسا نحو تحقيق غرض أو هدف عملى ين محددين.
- التنمية التجريبية هو جهد منظم يستند إلى المعارف المتوافرة من بحث أو خبرة عملية، يكون عادة موجها نحو خلق مواد جديدة أو مطورة، أو لمنتجات أو أجهزة أو عمليات أو نظم و/أو الخدمات جديدة.

## تاريخ
- في يونيو 1963 ، التقى خبراء منظمة التعاون الاقتصادي والتنمية مع ملخبراء الوطنيون في مؤشرات العلوم والتكنولوجيا في فراسكاتي بإيطاليا. استنادًا إلى وثيقة الخلفية التي أعدها كريستوفر فريمان ، قاموا بصياغة النسخة الأولى من دليل فراسكاتي ، والذي يُعرف رسميًا باسم الممارسة المعيارية المقترحة لمسوحات البحث والتطوير التجريبي. في عام 2002 تم نشر الطبعة السادسة [2]

## مجالات العلوم
نسخت دليل فراسكاتي لعام 2002 شملت قسما جديدا صنف حقول العلم. بعد عدة مراجعات، نشر في فبراير 2007 تصنيفا نهائيا للعلوم يتألف من تجمعات عالية المستوى التالية:
- العلوم الطبيعية
- الهندسة التكنولوجيا
- الطبية والعلوم الصحية
- العلوم الزراعية
- العلوم الاجتماعية
- العلوم الإنسانية